# Sidi Bouknadel
Sidi Bouknadel (en àrab سيدي بوقنادل, Sīdī Būqnādil; en amazic ⵙⵉⴷⵉ ⴱⵓⵇⵏⴰⴷⵍ) és un municipi de la prefectura de Salé, a la regió de Rabat-Salé-Kenitra, al Marroc. Segons el cens de 2014 tenia una població total de 25.255 persones. Hi ha el Museu Belghazi.